# 응우옌티응옥카인
응우옌티응옥카인(Nguyễn Thị Ngọc Khánh, 1976년 7월 28일 호찌민 시 ~ )은 베트남의 모델이다. 1998년 미스 베트남 우승자이다.